# Az 1848–49-iki Magyar Szabadságharcz Története
A Gracza György-féle Az 1848-49-iki Magyar Szabadságharcz Története egy 19. század végén megjelent nagy terjedelmű történelmi mű volt, témakörében máig a legnagyobb.

## Jellemzői
Az 1894 és 1898 között a Lampel R. Könyvkereskedése (Wodianer F. és fiai) Részvénytársaság jóvoltából megjelent, összességében mintegy 2300 oldal terjedelmű, 5 kötetes, díszes borítójú, nagy képanyaggal (beértve néhány színes képet is) rendelkező mű egy alapos történelmi szintézis az 1848–49-es forradalomról és szabadságharcról. 
Elektronikusan a REAL-EOD, az Arcanum, illetve a részben Archiválva 2019. január 7-i dátummal a Wayback Machine-ben Magyar Elektronikus Könyvtár honlapján elérhető. Reprint kiadásban az 1990-es években a Pallas-Antikvárium Kft. jelentette meg ismét (Budapest, ISBN 963-950-412-2), azonban csak 2000 számozott példányban. Mintegy 20 évvel később, 2015-ben a Históriaantik Kiadó is kiadta újra, de nem díszkötésben.

## Kötetbeosztás
Az egyes kötetek külön címet nem kaptak, jellemzőik a következők:
| Kötetszám | Kiadási év | Oldalszám |
| --------- | ---------- | --------- |
| I.        | 1894       | 451       |
| II.       | 189?       | 439       |
| III.      | 189?       | 438       |
| IV.       | 189?       | 446       |
| V.        | 1898       | 565       |

## Képtár
- V. Ferdinand 1848-iki arczképe
- Táncsics Mihály
- Kossuth Lajos szülőháza Monokon
- A bécsi kamarilla
- Kossuth bankó
- Kossuth megérkezése Pestre 1848. ápril 14-én
- 1848–49-iki pecsétek
- A szabadságharcz nevezetesebb szereplőinek kézírása
- A harcz megindítása a kamarilla ellen
- A szabadságharcz nevezetesebb szereplői a honvédség köréből
- Magyar tábor a szabadságharcz alatt
- Osztrák sebesültek szállítása
- Az első független felelős magyar ministerium
- Jelenetek az 1848-iki bécsi forradalomból
- Csikós guerillák harcza